# Jay Warren
Pour les articles homonymes, voir Warren.
Jay Calvin Warren (né le 29 juillet 1956) est un homme politique de Pitcairn. Il a été élu maire de la dépendance britannique (la dernière d'Océanie) en 2004.